# Univerzita al-Azhar

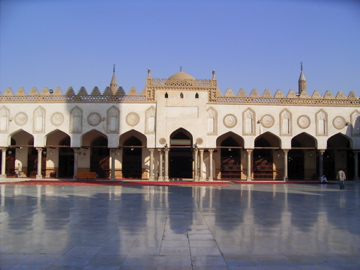
Pohled na univerzitu al-Azhar

Univerzita al-Azhar je univerzita, která byla založena u mešity al-Azhar nacházející se v Káhiře. Název mešita al-Azhar znamená Zářící mešita. Mešita byla založena v roce 970 generálem Džauharem jako páteční mešita nově založeného města al-Qáhira. Škola (Madrasa) samotná byla založena v roce 988 a je to patrně nejstarší kontinuálně existující vysoká škola na světě (někdy bývá chybně uváděno univerzita, což je ale specifický druh instituce pocházející z evropského středověku a pro který je charakteristická akademická svoboda a všeobecné vzdělání, tj. poskytování vzdělání ve všech hlavních oborech lidského poznání).
Názory na přesnou dataci založení vysokého učení se různí. Vedle hojně užívaného roku 988 se častěji uvádí také rok 972 (dokončení výstavby budovy) a rok 975 jako možný počátek vyučování. V současné době je al-Azhar nejprestižnější univerzita v oboru studia islámu na světě.

## Studium na univerzitě

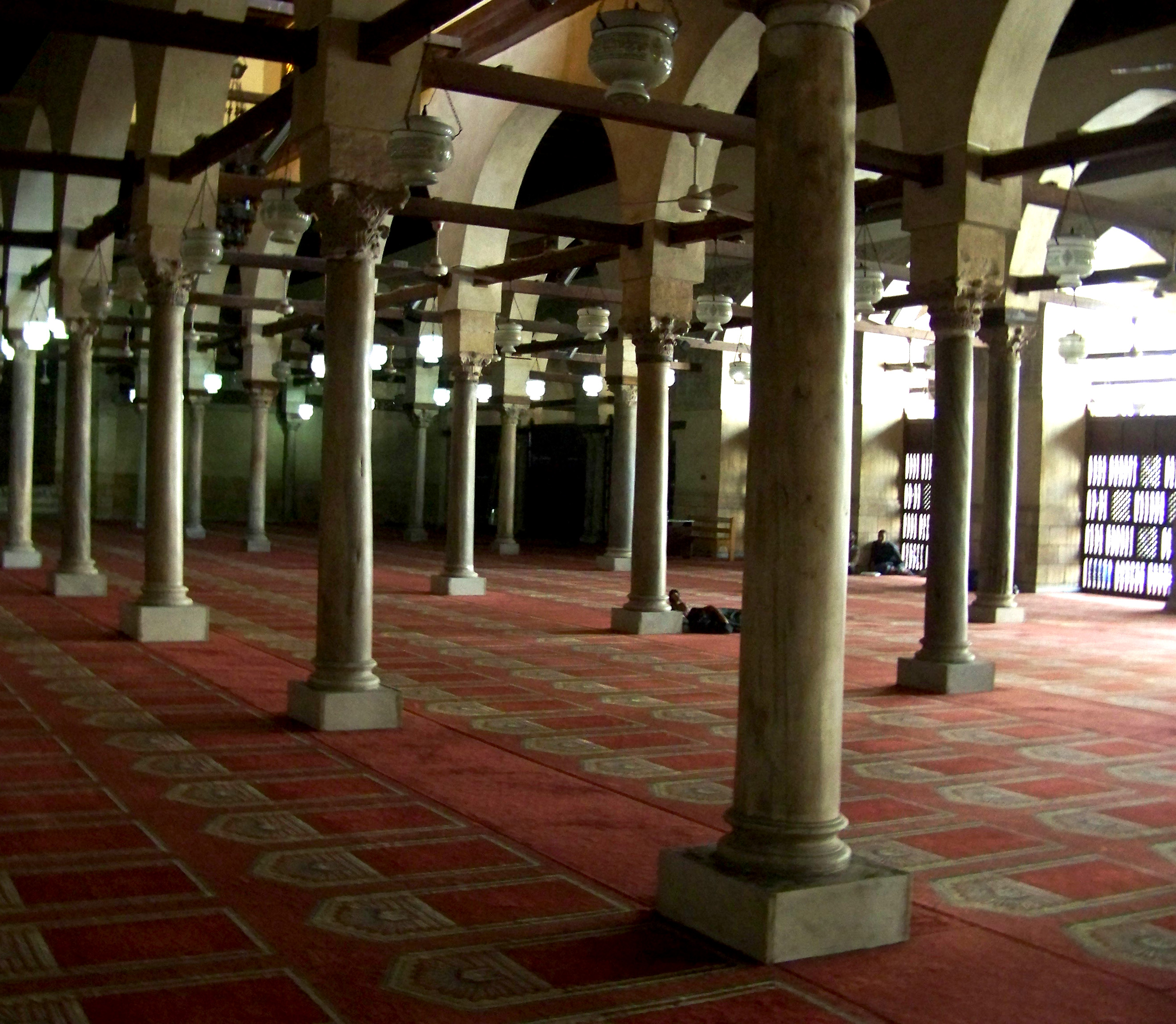
Interiér mešity

Do roku 1961 zde byla vyučována pouze teologie, islámské vědy, islámské právo a arabština. Dnes zde jsou také různé fakulty přírodních a společenských věd. Každý student studující některý ze světských oborů musí zároveň navštěvovat i přednášky z teologie a islámského práva. Z obou těchto oborů také skládá zkoušky.
Pro přijetí ke studiu je potřeba maturitní vysvědčení na některé z al-azharských středních škol, které se nachází po celém Egyptě. Studenti ze zahraničí musí nejdříve navštěvovat rok přípravný kurz, kdy se učí arabštinu, angličtinu a islámské vědy.

## Mešita al-Azhar
Mešitu al-Azhar nazýval západní svět "Vatikán islámu", protože za doby Fátimovců zde byly položeny základy šíitské víry a v době Saladina se naopak stala centrem ortodoxního sunnitského učení.

## Požár 2013
Během střetů policie s částí radikálních studentů vznikl na univerzitě požár a jeden student zahynul. Požár se podařilo po 2 hodinách uhasit.